# Epinephelus bruneus
Epinephelus bruneus là một loài cá biển thuộc chi Epinephelus trong họ Cá mú. Loài này được mô tả lần đầu tiên vào năm 1793.

## Tình trạng phân loại
E. moara, một đồng nghĩa của E. bruneus, được công nhận là loài hợp lệ vào năm 2013. Tuy nhiên, kết quả nghiên cứu vào năm 2024 đã đưa E. moara trở lại thành đồng nghĩa thứ cấp của E. bruneus. Nghiên cứu này cũng chỉ ra rằng, một trong hai dạng hình thái của E. bruneus đã được công nhận là loài hợp lệ, là Epinephelus randalli.

## Từ nguyên
Tính từ định danh trong tiếng Latinh có nghĩa là "nâu", hàm ý đề cập đến màu nâu xám với các đốm nâu sẫm hơn ở loài cá này.

## Loài bị đe dọa
E. bruneus đang bị đánh bắt quá mức trong khu vực phân bố của chúng, bao gồm cả những con chưa lớn. Sự suy giảm đáng kể của loài này đã được ghi nhận ở Hồng Kông trong hơn 40 năm qua. Việc quản lý nghề cá đối với cá mú nâu còn rất hạn chế, do đó, sự suy giảm dự kiến sẽ tiếp tục gia tăng. Hiện tại, cá mú nâu được xếp vào nhóm Loài sắp nguy cấp.

## Phạm vi phân bố và môi trường sống
E. bruneus thực sự có phân bố giới hạn ở vùng Đông Á, bao gồm Nhật Bản (từ tỉnh Aomori xuống đảo Okinawa, gồm cả bờ phía biển Nhật Bản và Thái Bình Dương), phía nam Hàn Quốc, phía bắc đảo Đài Loan và ngoài khơi Phúc Kiến (Trung Quốc). Quần thể "E. bruneus" ở phía nam đã được xác nhận là E. randalli.
E. bruneus sống ở vùng biển có nền đáy bùn và trên rạn viền bờ, độ sâu đến ít nhất là 200 m, cá con sống ở vùng nước nông hơn.

## Mô tả
Chiều dài cơ thể lớn nhất được ghi nhận ở cá mú nâu là 136 cm, còn khối lượng lớn nhất là 38 kg. Cá trưởng thành (dài hơn 40 cm) có màu nâu xám sẫm, lốm đốm xám nhạt phủ khắp cơ thể, một số tạo thành các vệt sọc. Có viền trắng ở rìa vây hậu môn và rìa dưới vây đuôi. Cá con màu nâu phớt vàng, có 6 sọc chéo chứa các đốm trắng nhạt với 3 vạch nâu đậm quanh mắt.
So với E. randalli, E. bruneus có số tia vây lưng là 14–16 (thường là 15), ngạnh răng cưa ở xương trước nắp mang không quá lớn, vảy hai bên thân là vảy lược (ctenoid). Kiểu hoa văn trên đầu (vệt sọc thứ tư) và thân (sọc thứ hai và thứ ba) cũng là đặc điểm giúp phân biệt hai loài.
Số gai ở vây lưng: 11; Số tia vây ở vây lưng: ~15; Số gai ở vây hậu môn: 3; Số tia vây ở vây hậu môn: 8; Số tia vây ở vây ngực: 17–19; Số vảy đường bên: 64–72.

## Thương mại
E. bruneus là loài thương mại quan trọng, được khai thác trên toàn bộ phạm vi của nó, chủ yếu là ở Nhật và Trung Quốc. Công nghệ sản xuất cá giống đã được thực hiện tại Nhật, và số lượng cá giống nuôi được thả về tự nhiên hàng năm đã tăng từ 90.000 (năm 2007) lên 274.000 cá thể (năm 2016).